# Huell Howser
Huell Burnley Howser, född 18 oktober, 1945 i Gallatin, Tennessee, död 7 januari, 2013 i Palm Springs, Kalifornien, var en amerikansk TV-journalist och programledare. Han blev kanske framförallt känd för sitt reseprogram California's Gold, producerat av public service-bolaget PBS.